# Universidade de Belgrano

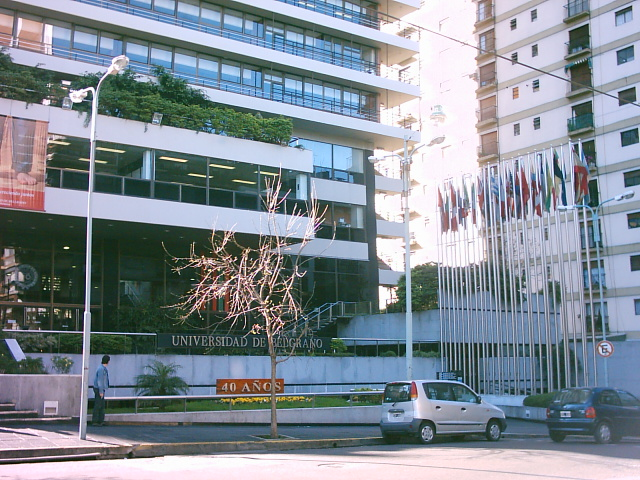
A Torre Universitária.

A Universidade de Belgrano é uma instituição de ensino superior privada localizada em Buenos Aires, Argentina. Foi fundada em 11 de setembro de 1964. Possui mais de dez mil estudantes.